# Базель (хокейний клуб)
ХК «Базель» (нім. EHC Basel, фр. Hockey Club Bâle) — хокейний клуб з міста Базель, Швейцарія. Заснований 12 жовтня 1932 року. Виступає у чемпіонаті Швейцарії Національна ліга B. Домашні ігри команда проводить на «Санкт-Якоб Арені» (6,612). В 1946 та 1952 роках клуб займав друге місце в чемпіонаті Швейцарії, посідав перше місце в НЛВ у 1956, 2003 та 2005 роках.

## Історія

### Сезони (1930 - 1960 роки)
В сезоні 1931/32 років, при спортивному клубі Rotweiss, була створена хокейна секція, в жовтні 1932 року утворений клуб ЕХК «Базель». Через рік два клуби об'єдналися в EHC «Basel-Rotweiss». Хоча новий клуб вже з наступного року грав в Серії-B чемпіонату Швейцарії, клуб припиняв свою діяльність та відновився в 1935 році і виступав у сезонах 1936/37 та 1937/38 рокіу знову в Серії-В. У 1941 році хокейний клуб виступає в Національній лізі А і залишався там протягом всіх років Другої світової війни. У сезоні 1945/46, ЕХК «Базель-Ротвайсс» вперше в своїй історії займає друге місце в чемпіонаті, здобуваючи першу гостьову перемогу над «Цюрих» СК 4:3 та відбираючи очки у ХК «Давос» 4:4. Матчі команди в цей період регулярно відвідували від 5000 до 10000 глядачів. У тому ж сезоні, базельський клуб під прапором Швейцарії зіграв проти національних збірних Бельгії та Нідерландів, в обох матчах здобули перемоги. Крім того, вони провели матч проти збірної збройних сил Канади, поступились 2:6. У сезоні 1948/49, в груповому турнірі попереднього етапу чемпіонату перемогли ХК «Давос» в Давосі та фінішували першими, але у фінальному раунді зайняли третє місце. У 1952 році, ЕХК «Базель-Ротвайсс» повторив успіх 1949 року, посівши друге місце. У сезоні 1952/53 років клуб з Базеля вперше вибуває до Національної ліги B, поступившись у вирішальному матчі ХК «Амбрі-Піотта» 3:7. У 1956 році клуб підвищується у класі, повертаючись до НЛА. В перехідному матчі перемогли СК «Берн» 10:9, вирішальну шайбу закинув Рон Барр за дві хвилини до кінця гри.

### Сезони (1960 - 2000 роки)
На початку 60-х років, ЕХК «Базель-Ротвайсс» виступає в НЛА. В сезоні 1961/62, клуб грає матч за право залишитись в НЛА проти ХК «Вілларс» з містечка Вілларс-Сур-Оллон, здобуває перемогу, але наступного сезону програють цюрихському «Грассгопперу» 0:7 та 2:5 і вилетіли до НЛВ. Вже в сезоні 1966/67 клуб вилітає до 1. Ліги (третього дивізіону). У 1969 році пост головного тренера зайняв Курт Зепп після чого команда була посилена легіонерами, а у 1972 році повертається до Національної ліги В, правда в сезоні 1975/76 знову вилітають до нижчого дивізіону. Наступні сезони команда проводить у 1. Лізі. У 1984 найкращий бомбардир сезону 1983/84 Джим Колефф робить вагомий внесок потрапляння ЕХК «Базель» до Національної ліги B. Кінець сезону 1987/88 років ознаменувався вильотом клубу з НЛВ, а також складним фінансовим становищем, за допомогою спонсорів клуб був врятований від банкрутства в 1990 році, а також злився з ЕХК «Кляйнгюненген» і отримав нову назву ЕХК «Базель КЛХ Драгонс». В клубній системі також були створенні юнацька та молодіжна команда. У 90-х роках клуб виступав в 1. Лізі. 2000 рік став переломним, була розширена друга за значенням ліга чемпіонату Швейцарії — НЛВ і клуб потрапив до другого дивізіону.

### Сезони (2000 - і до сьогодні)

Логотип 2009-2014

Підвищення в класі і нові вимоги регламенту, в першу чергу до арени, потребували будівництва нового стадіону і в 2002 році нова ковзанка була відкрита. В перших двох сезонах до реконструкції арени, клуб не потрапляв до плей-оф та уник вильоту до 1.Ліги. 23 березня 2003 року ЕХК «Базель» виграє фінальний раунд плей-оф у клубу «Вісп» 3:2 (4:3; 0:5; 6:0; 4:5; 6:3), і після 40 років повертається в Національну лігу А. Одночасно з підвищенням клуб був перейменований. Сезон 03/04 років в НЛА, клуб провів вкрай невдало, зайнявши останнє 13 місце. Новий головний тренер Кент Рунке (колишній тренер чемпіона СК «Берн») зобов'язався повернути за один сезон команду до НЛА. Сезон був дуже успішним: «Базель» фінішував першим після регулярного чемпіонату, з очковим відривом від другого місця у 8 пунктів, сильнішими за суперників вони були і в плей-оф, у чвертьфіналі здолали «Ла Шо-де-Фон» у серії 4:0 (4:3, 7:1, 4:0, 4:2), в півфіналі суха перемога над «Лангенталь» 4:0 (4:0, 5:3, 4:1, 8:1) та у фіналі ХК «Сьєр» 4:0 (5:2, 10:4, 3:2, 3:1) і повернулися в Національну лігу А. 
У сезоні 2005/06, «Базель» в регулярному чемпіонаті займає 6 місце, що дає право виступати у раунді плей-оф, у чвертьфіналі зустрілися з багаторазовими чемпіонами Швейцарії ХК «Давос» та поступились у серії 1:4 (2:5, 3:1,	1:10, 2:5, 2:3).
Сезон 2006/07 клуб з Базелю проводить вкрай невдало. Після вдалого старту, в грі команди виникає криза, яка зрештою призводить до відставки тренера в кінці 2006 року Кента Рунке, його замінив Майк МакПарланд. В кваліфікаційному раунді ХК «Базель» зберіг прописку у НЛА перегравши в серії ХК «Біль» 4:1 (4:1, 5:2, 2:5, 6:1, 5:3). Майк МакПарланд також був відправлений у відставку за підсумками наступного сезону в якому ХК «Базель» також посів останнє місце у регулярному чемпіонаті, а в кваліфікації зазнав поразки від ХК «Біль» 0:4 (1:2; 1:4; 1:2; 2:3), клуб очолив помічник головного тренера Глен Вільямсон.
Новий старт сезону 2008/09 років команда почала з новим тренером Карі Рауганеном, у складі також залишився лише один гравець з минулого сезону. З цього сезону клуб робить ставку на розвиток власної спортивної школи та укладає угоду з Швейцарським хокейним союзом. Клуб також змінює назву на ЕХК «Базель Шаркс».

## Літній Кубок Базеля

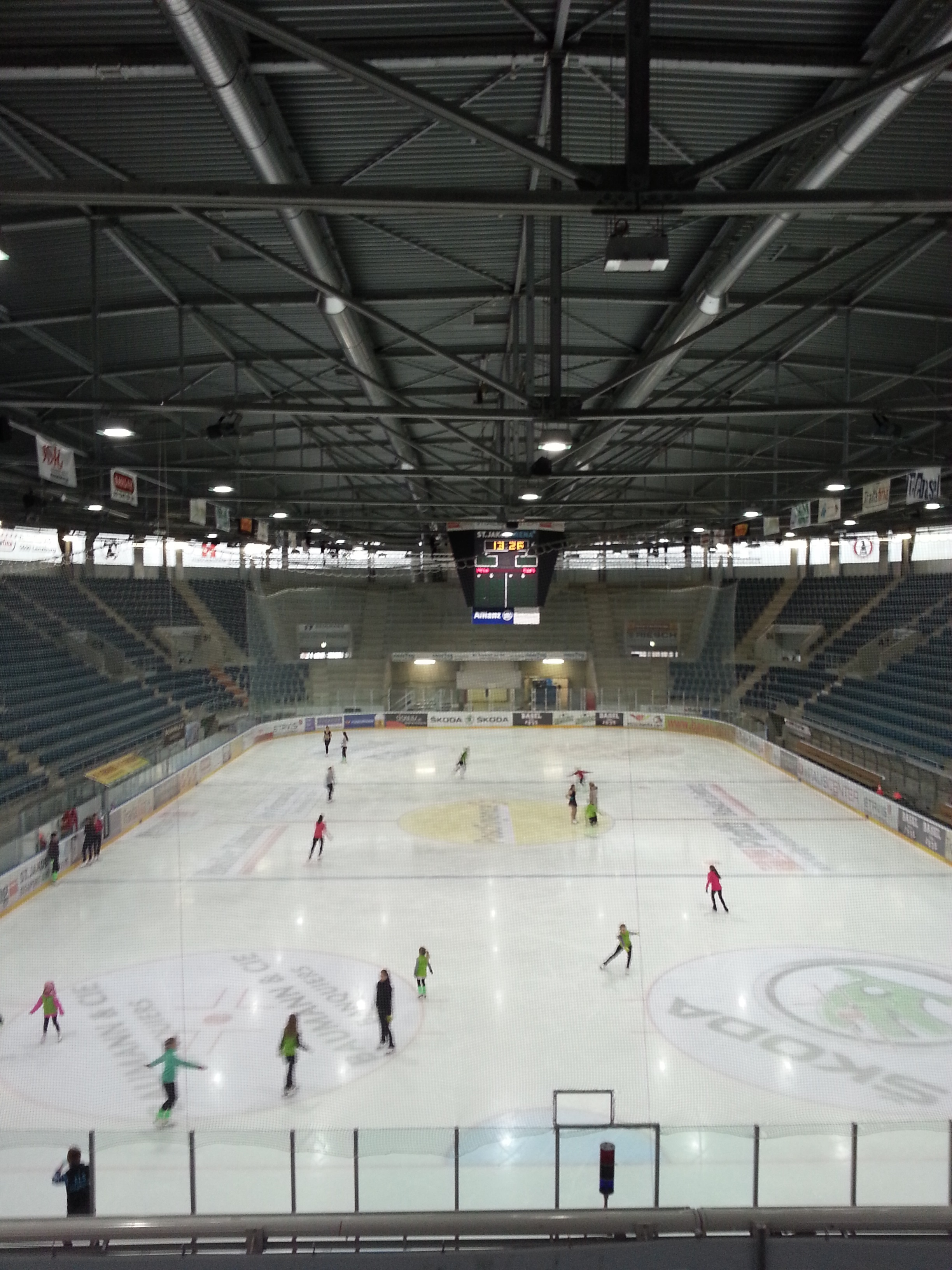
Інтер'єр стадіону «Санкт-Якоб Арена»

З 19 до 22 серпня 2009 року в Базелі вперше пройшов хокейний турнір Літній Кубок Базеля, в якому взяли участь шість клубів: ХК «Давос», ХК «Серветт-Женева», СКА (Санкт-Петербург), «Динамо» (Мінськ), ХК «Ліберець» та господарі змагань ЕХК «Базель Шаркс».
Через рік відбувся другий Кубок з 18 по 22 серпня 2010 року. Окрім господарів в ньому взяли участь: ХК «Серветт-Женева», ХК «Барис» (Астана), ХК «Пардубице», торішній переможець СКА (Санкт-Петербург) і переможець цього турніру ХК «Слован» (Братислава).
Третій Літній Кубок Базеля з хокею проходив з 17 по 21 серпня 2011. Шість учасників з п'яти країн: господарі ЕХК «Базель Шаркс», СКА (Санкт-Петербург), «Барис» (Астана), СК «Берн», «Крефельдські Пінгвіни» та переможець цього турніру ЮІП (Ювяскюля).
У 2012 році було прийнято рішення більше не проводити цей турнір.

## Домашня арена
«Базель» проводить свої домашні матчі з 2002 року на «Санкт-Якоб Арені», яка вміщує 6 612 глядачів, ця арена є однією з найбільших і найсучасніших в Національній лізі Б. Фанати клубу називають її "Brüglingerkurve".